# Тенфьорд, Аманда
Аманда Клара Георгиадис Тенфьорд (греч. Αμάντα Γεωργιάδη; род. 9 января 1997, Олесунн, Норвегия), известная под сценическим псевдонимом Аманда Тенфьорд — греко-норвежская певица. Представительница Греции на песенном конкурсе «Евровидение-2022».

## Биография
Родилась в греческом городе Янина. В возрасте трёх лет вместе с семьёй переехала в норвежский Тенфьорд, округ Мёре-ог-Ромсдал. Начала брать уроки игры на фортепиано в возрасте пяти лет. Училась в одном классе с норвежской певицей Сигрид. Позднее заявляла, что именно Сигрид вдохновила её на продолжение карьеры певицы в последний день учёбы в гимназии Fagerlia. В 2015 году переехала в Тронхейм, чтобы начать медицинское образование в NTNU. При этом продолжила участвовать во многих музыкальных фестивалях по всей стране. Песня Аманды «Run» выиграла Music Prize в 2015 году и появилась в рекламном видео для Personskadeforbundet LTN в 2014 году.
В 2016 году участвовала в музыкальном конкурсе TV 2 Norway The Stream, где вошла в число 30 лучших участников. Тенфьорд также гастролировала с норвежской группой «Highasakite». В 2018 году выпустила свой первый EP-альбом под названием «First Impression». В 2019 году выступила на музыкальном фестивале Trondheim Calling. Была награждена Haram Municipality Youth Culture Prize в 2019 году.
Время от времени появлялась в крупнейших телешоу Норвегии, начиная от «Линдмо», самого популярного ток-шоу NRK, до юмористического «P3aksjonen». Она также выступала на некоторых европейских фестивалях, таких как Reeperbahn Festival в Берлине, Iceland Airwaves в Рейкьявике, The Great Escape в Брайтоне и Eurosonic в Нидерландах.
В 2019 году появилась в программе на P3 Live с песней «Let Me Think», а также объявила, что приостановила учёбу, чтобы сосредоточиться на музыке. Позднее продолжила обучение, одновременно проходя стажировку в специализированной больнице для пациентов с COVID-19.
Песня «Then I Fell in Love», выпущенная в 2020 году, более 20 недель оставалась в десятке лучших радиочартов Норвегии. В том же году песня «Troubled Water» вошла в сериал Netflix «Цепляясь за лёд».
10 марта 2022 года состоялся релиз песни «Die Together», с которой Аманда представила Грецию на «Евровидении-2022». Успешно исполнив песню в полуфинале 10 мая, она прошла в финал конкурса, в котором финишировала на 8 месте, что стало лучшим результатом страны с 2013 года.

## Личная жизнь
Родилась в семье норвежки Греты Катрин Тенфьорд и её мужа-грека Константиноса Георгиадиса. У Аманды есть брат Сигурд.

## Дискография

### Синглы
- «Run[17]» (2014)
- «I Need Lions[18]» (2016)
- «Man of Iron[19]» (2017)
- «First Impression[20]» (2018)
- «No Thanks[21]» (2018)
- «Let Me Think[22]» (2018)
- «The Floor Is Lava[23]» (2019)
- «Troubled Water[24]» (2019)
- «Kill The Lonely[25]» (2019)
- «As If[26]» (2020)
- «Pressure[27]» (2020)
- «Then I Fell in Love[28]» (2020)
- «Miss the Way You Missed Me[29]» (2021)
- «Die Together[30]» (2022)

### Мини-альбомы
- First Impression (2018)
- Miss the Way You Missed Me (2021)